# 1931 w nauce

## Nauki przyrodnicze i ścisłe

### Matematyka
- opublikowanie twierdzenia Gerszgorina
- zaczynają ukazywać się Monografie matematyczne, wspólne wydawnictwo szkoły warszawskiej i lwowskiej, upowszechniające osiągnięcia matematyków polskich[1]

## Nagrody Nobla
- Fizyka – nie przyznano
- Chemia – Carl Bosch, Friedrich Bergius
- Medycyna – Otto Heinrich Warburg